# Pachymelus peringueyi
Pachymelus peringueyi är en biart som först beskrevs av Heinrich Friese 1911.  Pachymelus peringueyi ingår i släktet Pachymelus och familjen långtungebin. Inga underarter finns listade i Catalogue of Life.